# Samtgemeinde Tostedt
De Samtgemeinde Tostedt is een Samtgemeinde in de Duitse deelstaat Nedersaksen. Het is een samenwerkingsverband van negen kleinere gemeenten in het Landkreis Harburg. Het bestuur is gevestigd in het gemeentehuis te Tostedt.

## Deelnemende gemeenten
- Dohren
- Handeloh
- Heidenau
- Kakenstorf
- Königsmoor
- Otter
- Tostedt inclusief de oostelijke wijk Todtglüsingen (met ca. 14.500 inwoners de grootste plaats)
- Welle
- Wistedt

## Geografie, infrastructuur

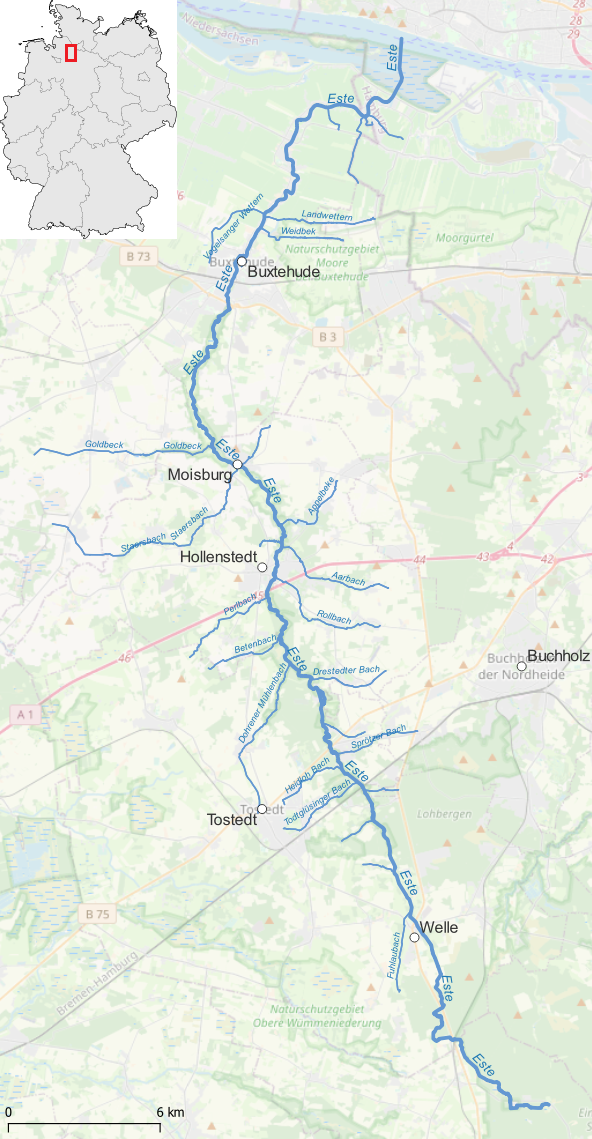
Stroomgebied van de Este
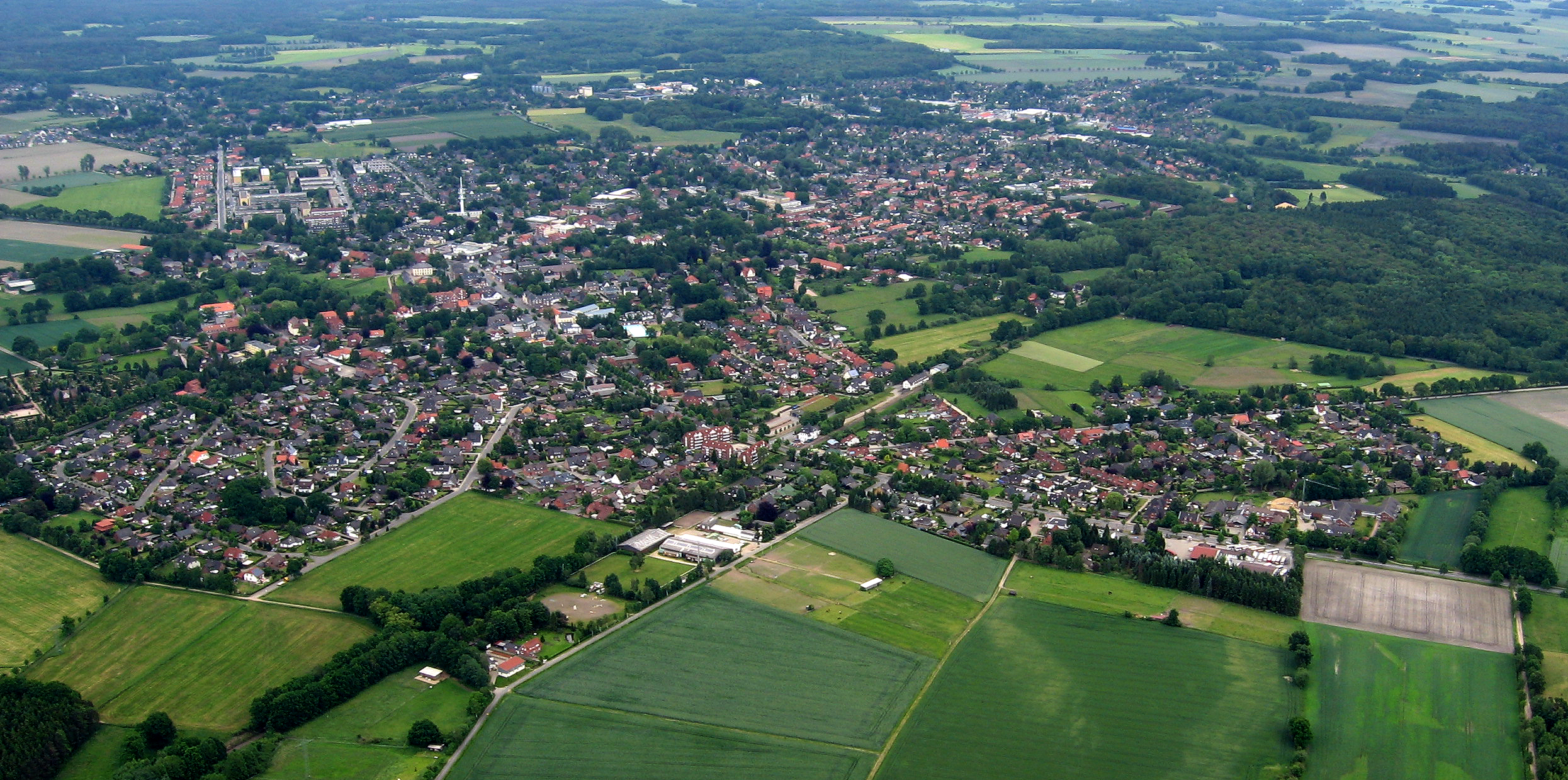
De plaats Tostedt
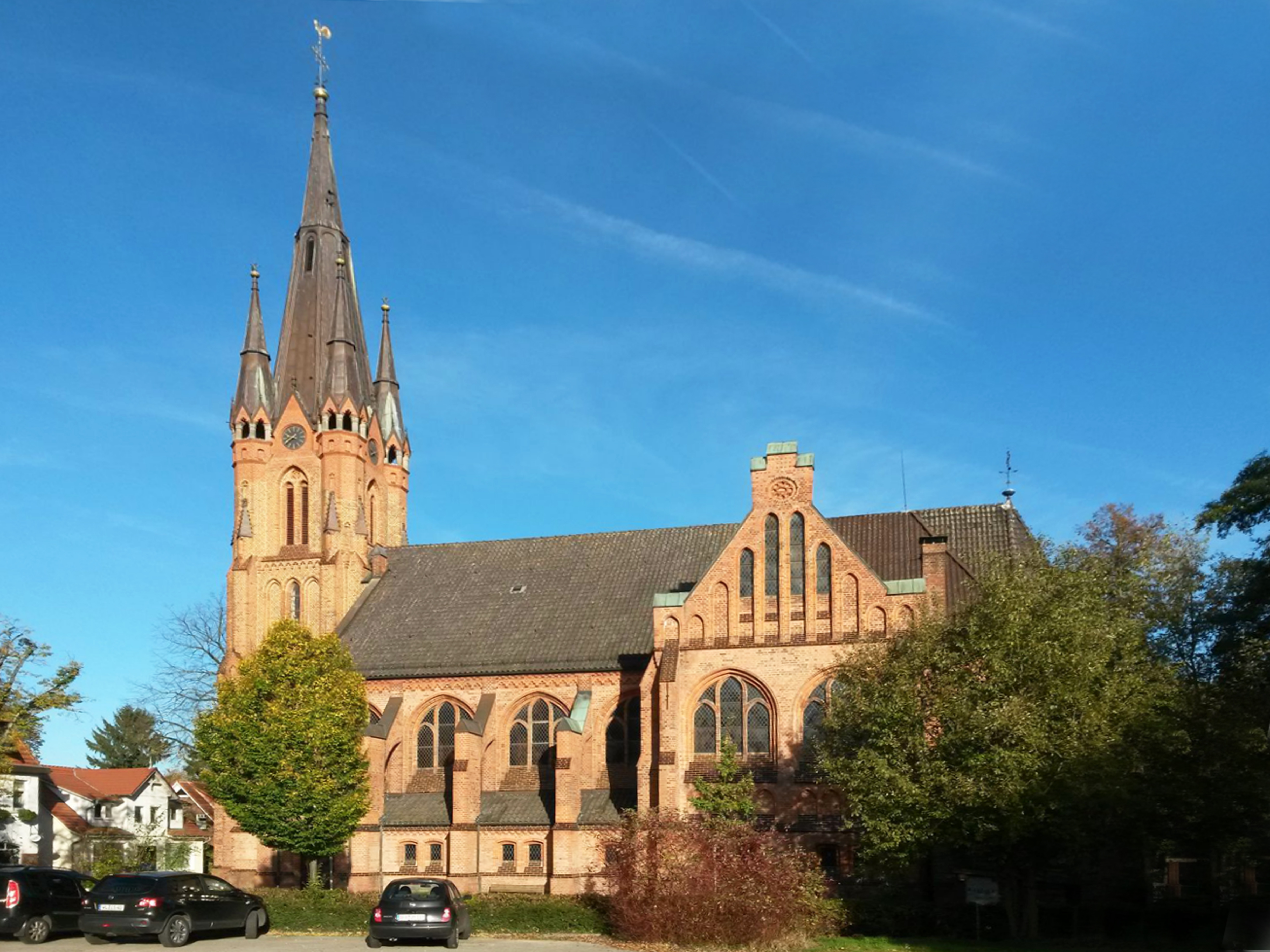
Evang.-lutherse Johanneskerk, Tostedt
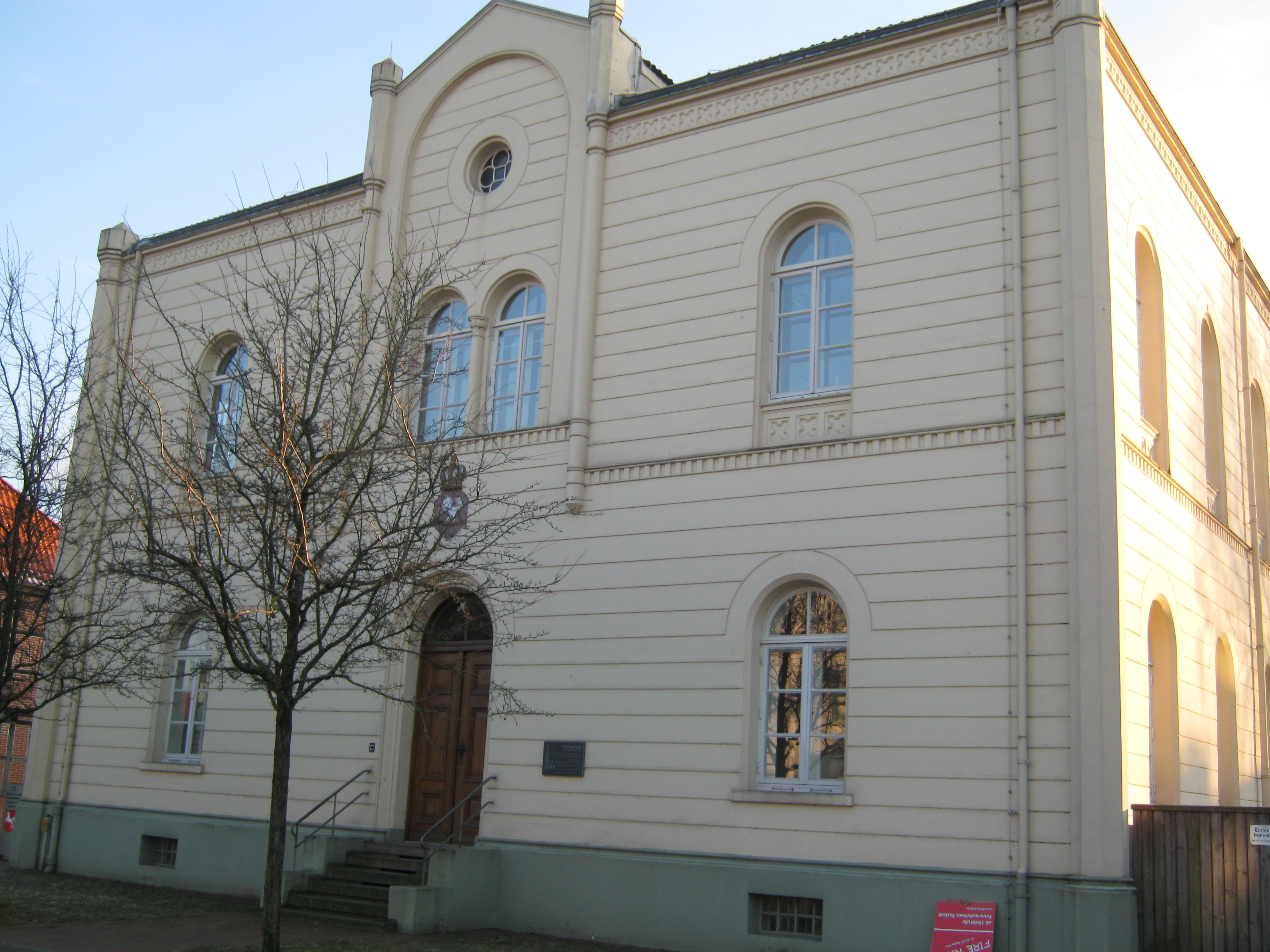
Amtsgericht Tostedt
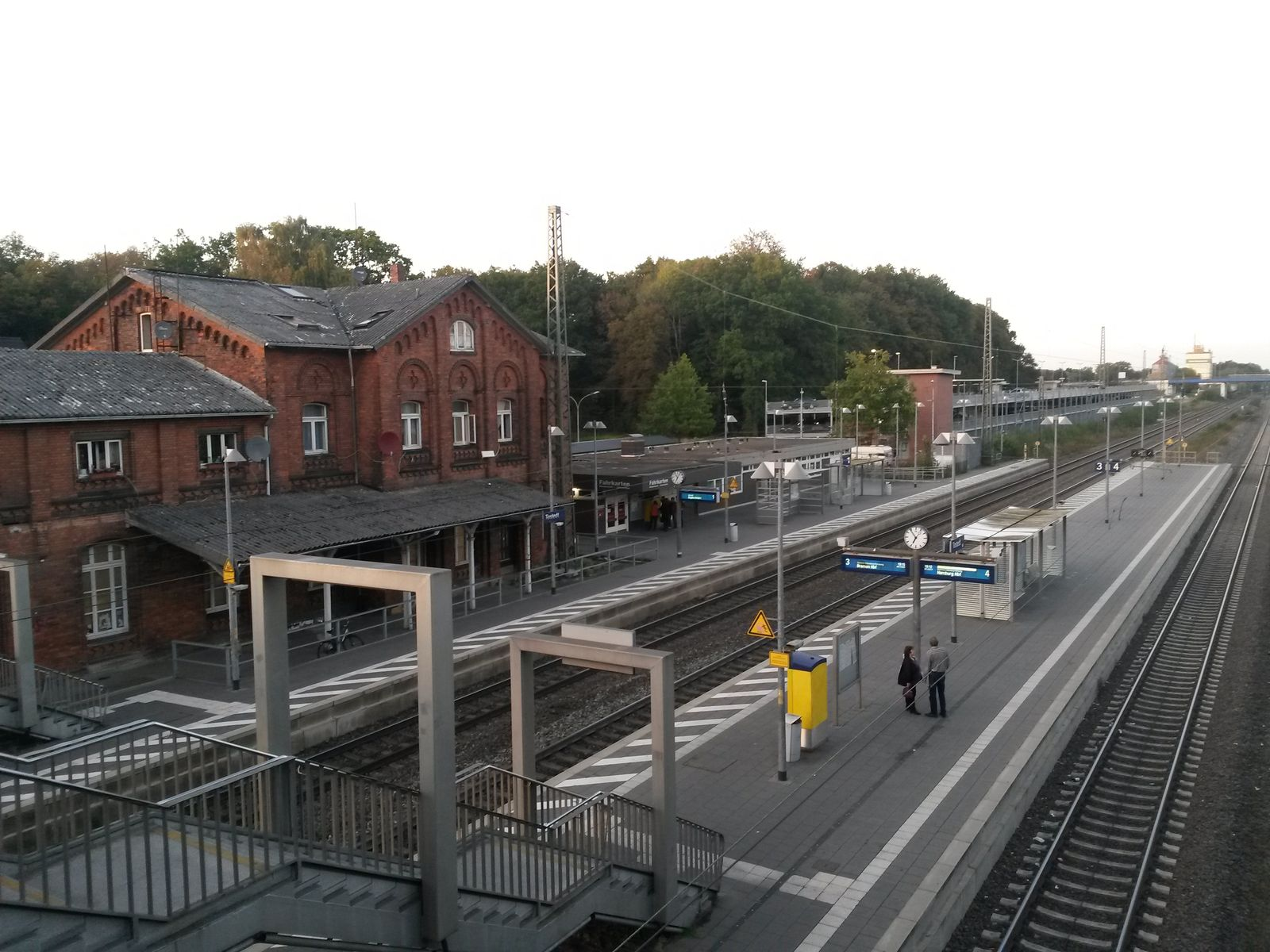
Station Tostedt

Het gebied ligt aan de westkant van de toeristisch aantrekkelijke Lüneburger Heide. Door de Samtgemeinde Tostedt loopt een deel van de Este. Dit is een 62 km lange, linker zijrivier van de Elbe, die pas stroomafwaarts van Buxtehude bevaarbaar is. Langs de Este, en deels door de Samtgemeinde, loopt een 65 km lange toeristische fietsroute langs de Este, de Este-Radweg. Ook de bovenloop van de Wümme loopt door de Samtgemeinde (Königsmoor). De Oste ontspringt in de gemeente Otter (Nedersaksen), die ook tot de Samtgemeinde Tostedt behoort. Langs de Este, de Wümme en de Oste en hun talrijke zijbeken liggen verscheidene natuurreservaten, zie o.a. onder Otter.
De Samtgemeinde wordt sinds 1874 doorsneden door een spoorlijn van Hamburg-Harburg naar Rotenburg (Wümme), zie: Spoorlijn Wanne-Eickel - Hamburg. Op Station Tostedt, het enige station van betekenis in de Samtgemeinde, takt nog een goederenspoorlijn naar Zeven af. In Handeloh liggen aan de lokaalspoorweg Heidebahn twee kleinere stations. Openbaar vervoer per bus is in de meeste plaatsen van de Samtgemeinde beperkt tot schoolbusdiensten. Deze buslijnen voeren op dagen, wanneer op de scholen les wordt gegeven, één rit 's morgens vroeg uit, in de richting van scholen of het spoorwegstation, en in de middag, na het uitgaan van de scholen, enkele ritten in omgekeerde richting. Wel kent de Samtgemeinde Tostedt voor de ontsluiting van de kleinere dorpen een ietwat op een belbus lijkende deeltaxi-dienst (AST, AnrufSammelTaxi).
Door de Samtgemeinde loopt de Bundesstraße 75, die eveneens van noordoost naar zuidwest Hamburg-Harburg en Rotenburg (Wümme) met elkaar verbindt. Een andere hoofdverkeersweg is de Bundesstraße 3, die van noord naar zuid loopt van de westelijke voorsteden van Hamburg door o.a. Handeloh, dat in de Samtgemeinde Tostedt ligt, en Schneverdingen, naar Celle.
In het zuidwesten grenst de Samtgemeinde aan de Samtgemeinde Sittensen en de Samtgemeinde Fintel in de Landkreis Rotenburg (Wümme). De buurgemeente aan de zuidkant van de Samtgemeinde is Schneverdingen.

## Economie
Aan de B75 ligt een uitgestrekt bedrijventerrein ter hoogte van Tostedt en Todtglüsingen. Hier bevindt zich de hoofdvestiging van een onderneming van meer dan regionaal belang. Dit is Friedrich Vorwerk Group SE, een fabrikante van pijpleidingen en van onderdelen van gas-, waterstof- en elektriciteitscentrales. Een belangrijk dochterbedrijf hiervan is Bohlen & Doyen (aannemersbedrijf) te Wiesmoor.
De kleinere plaatsen in de Samtgemeinde bestaan overwegend van het toerisme naar de Lüneburger Heide, die vlakbij is, en de landbouw. Ook huisvesten sommige van deze dorpjes nogal wat woonforensen, die een baan in of nabij de stad Hamburg hebben.

## Geschiedenis
In de dorpen, waar de Samtgemeinde uit bestaat, hebben zich in het algemeen vóór de Tweede Wereldoorlog geen historische gebeurtenissen van meer dan lokale betekenis afgespeeld. Sedert de Reformatie in de 16e eeuw zijn verreweg de meeste christenen er evangelisch-luthers.
In 1971 kwam de Samtgemeinde Tostedt tot stand bij een gemeentelijke herindeling.
In veel tot de Samtgemeinde behorende dorpen is van oudsher de plaatselijke schutterij alsmede de vrijwillige brandweer een hoeksteen van het verenigingsleven.
Zie verder de artikelen over de afzonderlijke deelgemeentes.